# Галоандер, Грегор
Грегор Галоандер (нем. Gregor Haloander; 1501, Цвиккау — 7 сентября 1531, Венеция) — немецкий правовед начала XVI века. 

## Биография
Родился в Цвиккау под именем Грегор Мельтцер (нем. Gregor Meltzer). В 1521 году поступил в Лейпцигский университет, после начала крестьянской войны продолжил свою учёбу в Цайце, а в конце 1525 года отправился в Италию, где изучал рукописи юстиниановского Corpus iuris civilis.
Уже в 1527 году Галоандер вернулся в Германию, где он руководил подготовкой печатного издания Дигест, впоследствии известного как Haloandrina. Трёхтомное издание вышло в свет в 1529 году в Нюрнберге. В 1531 году советы города Нюрнберга и Цвиккау предоставили Галоандеру деньги на новую поездку в Италию. В Венеции Галоандер умер в результате врачебной ошибки 7 сентября 1531 года.
Заслугой Галоандера стало распространение текстов греко-римского права в Германии. Важным также было привлечение внимания к оригинальным текстам, в особенности к Littera Florentina, известному Галоандеру, впрочем, в виде плохой копии.
Работа над вышедшим в 1531 году изданием новелл не была доведена до конца, и после выхода в 1558 году издания Скримджера версия Галоандера утратила своё значение.

## Труды
- Digestorum seu Pandectarum libri quinquaginta... editio Norembergae per Gregorium Haloandrum (Нюрнберг 1529);
- Institutionum seu Elementorum D. Justiniani... libri quattuor (Нюрнберг, 1529);
- Codicis Dn. Iustiniani... ex repetita praelectione libri XII à Gregorio Haloandro... purgati recognitique (Нюрнберг 1530);
- Novellarum constitutionum Dn. Iustiniani principis, quae exstant, et ut exstant, volumen, Gregorio Haloandro interprete (Нюрнберг 1531).